# Ágioi Doúloi
Ágioi Doúloi (Agioi Douloi) är en ort i Grekland.   Den ligger i prefekturen Nomós Kerkýras och regionen Joniska öarna, i den västra delen av landet, 400 km nordväst om huvudstaden Aten. Ágioi Doúloi ligger 126 meter över havet och antalet invånare är 185. Den ligger på ön Korfu.
Terrängen runt Ágioi Doúloi är kuperad åt sydost, men åt nordväst är den platt. Närmaste större samhälle är Korfu, 19,8 km sydost om Ágioi Doúloi. 